# Olympische Sommerspiele 1984/Teilnehmer (Botswana)
| Gelbes Symbol für Goldmedaillen mit stilisierten Olympischen Ringen | Graues Symbol für Silbermedaillen mit stilisierten Olympischen Ringen | Braundes Symbol für Bronzemedaillen mit stilisierten Olympischen Ringen |
| ------------------------------------------------------------------- | --------------------------------------------------------------------- | ----------------------------------------------------------------------- |
| —                                                                   | —                                                                     | —                                                                       |

Botswana nahm an den Olympischen Sommerspielen 1984 in Los Angeles, USA, mit einer Delegation von sieben Sportlern (allesamt Männer) teil.

## Teilnehmer nach Sportarten

### Leichtathletik
- Kgosiemang Khumoyarano
100 Meter: Vorläufe

- Joseph Ramotshabi
400 Meter: Vorläufe
800 Meter: Vorläufe

- Kgomotso Balotthanyi
1500 Meter: Vorläufe

- Wilson Theleso
Marathon: 55. Platz

- Johnson Mbangiwa
Marathon: 76. Platz

- Bigboy Matlapeng
Marathon: Rennen nicht beendet

### Segeln
- Derek Hudson
Finn-Dinghy: 27. Platz